# Kasszandra álma
A Kasszandra álma (eredeti cím: Cassandra's Dream) 2007-ben bemutatott amerikai–brit–francia koprodukcióban készült thriller-filmdráma, melyet Woody Allen írt és rendezett. A főbb szerepekben Ewan McGregor és Colin Farrell látható. A film Allen 2005-ös Match Point című bűnügyi pszichodrámájához hasonlítható.
Premierjére titokban került sor 2007. június 18-án Avilésban, Spanyolországban, a hivatalos bemutató a Velencei Nemzetközi Filmfesztiválon volt ugyanezen év szeptember 2-án. Elsőként a spanyol mozik kezdték vetíteni október 26-ától. Magyarországon 2008. január 3-án, az Amerikai Egyesült Államokban pedig január 18-án mutatták be.

## Cselekmény
|  | Alább a cselekmény részletei következnek! |

Terry és Ian London déli részén élő fivérek. Éttermet tulajdonló apjuknak nem sokat köszönhettek, anyjuk pedig úgy nevelte őket, hogy nagybátyjukra Howardra, a sikeres üzletemberre, nézzenek fel.
A testvérpár anyagi gondokkal küzd, Terry a szerencsejáték rabja, Ian pedig Kaliforniában szeretne szállodákba fektetni. Mindez arra ösztönzi őket, hogy Howard segítségét kérjék, aki húga születésnapjára érkezik a fővárosba. Mikor unokaöccsei pénzt kérnek tőle, a férfi nagy meglepetést okozva felfedi előttük, hogy börtönbe kell vonulnia egy régi üzlettársa, Martin Burns bizonyos vádjai miatt. Burns tanúskodni készül ellene, így Howard az anyagi támogatásért cserébe azt kéri Iantől és Terrytől, hogy tegyék el láb alól.

## Szereplők
| Színész         | Szerep         | Magyar hang         |
| --------------- | -------------- | ------------------- |
| Colin Farrell   | Terry Blaine   | Kálloy Molnár Péter |
| Ewan McGregor   | Ian Blaine     | Anger Zsolt         |
| John Benfield   | Brian Blaine   | Szombathy Gyula     |
| Clare Higgins   | Dorothy Blaine | Andresz Kati        |
| Ashley Madekwe  | Lucy           | Zsigmond Tamara     |
| Andrew Howard   | Jerry          |                     |
| Hayley Atwell   | Angela Stark   | Németh Borbála      |
| Sally Hawkins   | Kate           | Závodszky Noémi     |
| Tom Wilkinson   | Howard Swann   | Szilágyi Tibor      |
| Phil Davis      | Martin Burns   |                     |
| Jim Carter      | Fred           | Bolla Róbert        |
| Richard Lintern | rendező        |                     |
| Jennifer Higham | Helen          | Vadász Bea          |
| Lee Whitlock    | Mike           |                     |

## A film készítése
A produkció Allen harmadik Londonban forgatott filmje. A felvételek 2006. július 10-étől augusztus 22-éig folytak.